# Shawn Daivari
Dara Shawn Daivari (ur. 30 kwietnia 1984 w Minneapolis, Minnesota) – amerykański wrestler, menedżer oraz zakulisowy producent programów wrestlingowych, mający pochodzenie irańskie. Posiadacz mistrzostwa TNA X Division Championship.

## Kariera

### Początki kariery i epizodyczne występy w telewizji
Pierwszą walkę w wrestlingu stoczył już w wieku 15 lat. W początkach kariery odgrywał rolę zawodnika reprezentującego Iran. W 1998 pojawił się epizodycznie w jednym z odcinków WCW Monday Nitro jako jeden z fanów wrestlingu, gdzie wywiad z nim przeprowadził Mike Tenay. W 2003 i 2004 okazjonalnie występował w federacjach Total Nonstop Action Wrestling (TNA), World Wrestling Entertainment (WWE) oraz Ring of Honor (ROH).

### World Wrestling Entertainment (2004 – 2007) oraz scena niezależna (2007 – 2008)
W sierpniu 2004 Daivari podpisał kontrakt z federacją World Wrestling Entertainment (WWE) jednak zadebiutował dopiero w grudniu 2004 podczas jednego z odcinków Raw u boku Muhammada Hassana jako Khosrow Daivari, a niedługo potem skrócił swój pseudonim do Daivari. Wraz z Hassanem występował w drużynie, a ich gimmick stanowił postacie dwóch stereotypowych anty-amerykańskich Arabów, którzy odbierani byli przez amerykańskich widzów w typowy z uprzedzeniami sposób po zamachach terrorystycznych z 11 września 2001. W kolejnych tygodniach Daivari odgrywał rolę menedżera Hassana. Obaj prowadzili krótkie feudy z różnymi wrestlerami w WWE, głównie atakując ich podczas odcinków Raw.
Pod koniec czerwca 2005 Daivari i Hassan zostali draftowani na SmackDown, gdzie prowadzili feud z The Undertakerem. Po gali The Great American Bash (2005) zarówno Hassan, jak i Daivari opuścili na kilka miesięcy WWE. W listopadzie 2005 powrócił na Raw, gdzie został menedżerem Kurta Angle. W styczniu 2006 został ponownie przeniesiony na SmackDown, gdzie przez krótki czas nadal odgrywał rolę menedżera Kurta Angle, a następnie został menedżerem Marka Henry’ego.
Na początku kwietnia 2006 został menedżerem debiutującego wtedy The Great Khaliego, którego następnie przez kolejne tygodnie przedstawiał jako „potwora nie do zatrzymania”. W październiku 2006 Daivari i Khali zostali przeniesieni do brandu ECW, gdzie przy pomocy Khaliego, Daivari wygrywał kolejne walki z wrestlerami tego brandu. Od lutego 2007 nadal występował na ECW walcząc w kategorii cruiserweight. Późną wiosną 2007 powrócił do SmackDown gdzie nadal mierzył się w kategorii cruiserweight, jednak nadal bez sukcesów. 16 października 2007 został zwolniony z WWE.
W listopadzie 2007 związał się z niezależną federacją Professional Championship Wrestling (PWC) mającą swoją siedzibę w Arlington w stanie Teksas. W PWC Daivari występował w walkach w kategorii półciężkiej (dywizja cruiserweight) gdzie prowadził walki o mistrzostwo PCW Cruiserweight Championship jednak nigdy nie sięgnął tego tytułu. W 2008 pojawił się w europejskiej Irish Whip Wrestling (IWW) w Dublinie.

### Total Nonstop Action Wrestling (2008 – 2009)
W czerwcu 2008 pojawił się w Total Nonstop Action Wrestling (TNA) w jednym z odcinków programu Impact!, gdzie został kapitanem stajni Team International w turnieju World X Cup Tournament – niedługo potem podpisał pełny kontrakt z federacją TNA. W lipcu 2008 TNA ogłosiło, że Daivari przybrał nowy gimmick i zaczął występować pod pseudonimem Sheik Abdul Bashir, gdzie ponownie odgrywał heelową rolę stereotypowego antyamerykańskiego Araba. Pierwszy tytuł w TNA (TNA X Division Championship) zdobył na gali No Surrender (2008) we wrześniu 2008 pokonując w three-way matchu Consequences Creeda i Petey Williamsa. 13 listopada 2008 podczas odcinka Impact!, Bashir stracił tytuł na rzecz Erica Younga, jednak na skutek interwencji Shane’a Sewella, Bashir odzyskał mistrzostwo od Younga. Na początku grudnia 2008 na gali Final Resolution (2008), Bashir po raz drugi stracił tytuł na rzecz Younga.
W lipcu 2009 utworzył stajnię o nazwie The World Elite, która początkowo skupiła Erica Younga, Kiyoshiego i inna stajnię – The British Invasion (Doug Williams, Brutus Magnus i Rob Terry). Następnie do stajni dołączył Homicide. W grudniu 2009 wziął udział w walce Feast or Fired podczas gali Final Resolution (2009), gdzie zdobył walizkę z umową na natychmiastowe rozwiązanie kontraktu (ang. pink slip), przez co został zwolniony z TNA.

### Scena niezależna i powroty do Impact Wrestling i WWE (2010 – obecnie)
W 2010 i 2011 występował nieregularnie w Ring of Honor. W sierpniu 2010 pojawił się w Juggalo Championship Wrestling (JCW). Również w 2011 występował w All Wheels Wrestling pod pseudonimem Dubai. W 2012 pojawił się w Family Wrestling Entertainment (FWE) oraz House of Hardcore (HOH).
W kwietniu 2015 zadebiutował w Lucha Underground jako DelAvar Daivari a swoją pierwszą walkę w tej federacji odbył 13 maja 2015 przeciwko El Texano Jr. Później sprzymierzył się na moment z Big Ryckiem.
W 2018 zaliczył niewielki występ cameo podczas segmentu na gali WWE Greatest Royal Rumble u boku swojego brata Ariyi. W styczniu 2019 został zatrudniony w WWE jako zakulisowy producent. W kwietniu 2020 został zwolniony z tego stanowiska, ze względu na cięcia budżetowe w WWE z powodu pandemii COVID-19. W czerwcu 2021 powrócił do zakulisowego produkowania programów wrestlingowych federacji WWE.
Od października 2020 zaliczał ponowne występy w Impact Wrestling pojawiając się nieregularnie na kolejnych miesięcznych galach tej federacji. W styczniu 2021 wszedł w skład stajni Contra Unit w federacji Major League Wrestling.

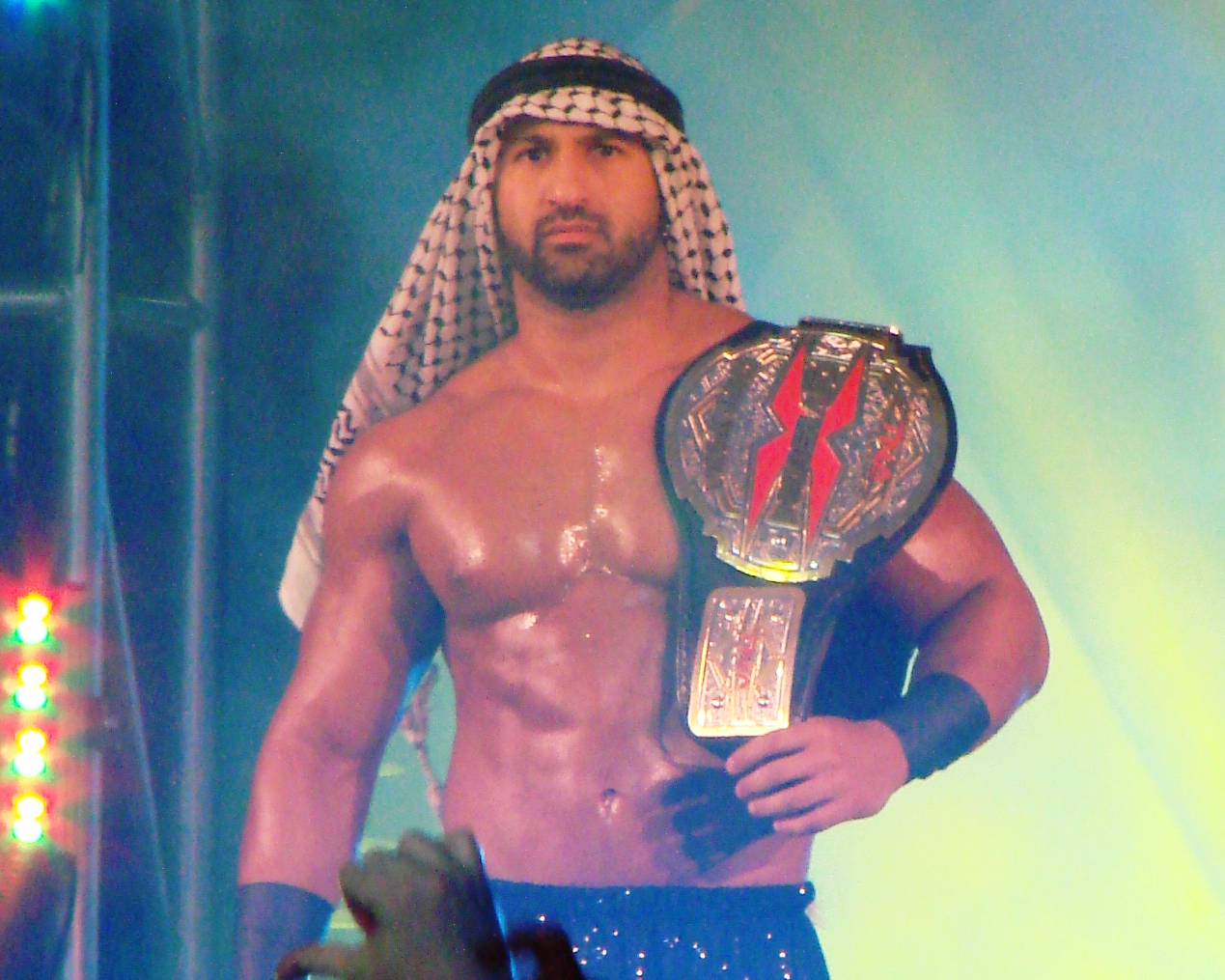
Daivari jako Sheik Abdul Bashir z mistrzostwem TNA X Division Championship.

### Tytuły i osiągnięcia
- American Made Wrestling Entertainment
  - AMWE Light Heavyweight Championship (1 raz)
- American Wrestling Rampage
  - AWR No Limits Championship (1 raz)
- Big Time Wrestling
  - BTW Cruiserweight Championship (1 raz)
  - BTW United States Championship (1 raz)
- Insane Championship Wrestling
  - ICW Tag Team Championship (1 raz) – z Ariyą Daivari
- Mad Asylum Pro Wrestling
  - MAPW Heavyweight Championship (1 raz)
- Midwest Independent Association of Wrestling
  - MIAW Lightweight Championship (1 raz)
- Midwest Pro Wrestling
  - MPW Cruiserweight Championship (1 raz)
- NEO-PRO Wrestling
  - NEO-PRO Cruiserweight Championship (1 raz)
- Over the Top Wrestling
  - OTT No Limits Championship (1 raz)
- Portland Wrestling Uncut
  - Pacific Northwest Heavyweight Championship (1 raz)
- Pro Wrestling Illustrated
  - PWI sklasyfikowało go na #85 miejscu wśród 500 najlepszych wrestlerów w zestawieniu PWI 500 w 2009 roku.
- Total Nonstop Action Wrestling
  - TNA X Division Championship (1 raz)
  - Feast or Fired – 2009 – zdobycie walizki Pink Slip (rozwiązanie kontraktu)
- Varsity Pro Wrestling
  - VPW Championship (1 raz)
- Wrestling For Warriors
  - WFW Children’s Championship (1 raz)
- Wrestling Observer Newsletter
  - Najbardziej odrażające zagranie (Most Disgusting Promotional Tactic; 2005) Fałszywy atak terrorystyczny w dniu zamachów w Londynie.

## Życie osobiste
Jego rodzice byli Irańczykami, którzy przyjechali do Stanów Zjednoczonych w latach 70. XX wieku. Ma dwóch braci – jednym z nich jest Ariya Daivari, którzy również występuje jako wrestler.
W 2012 Daivari zwrócił na siebie uwagę mediów – w czasie podróży pociągiem na lotnisko w Minneapolis jeden z pijanych pasażerów wygrażał innym współpodróżnym, że ich zabije. Daivari, który również podróżował tym pociągiem widząc agresywnego pasażera, założył mu chwyt rear-naked choke obezwładniając napastnika.
W 2016 wraz z Kenem Andersonem, Molly Holly i Arikiem Cannonem założył szkołę wrestlingową o nazwie The Academy: School of Professional Wrestling.